# Општина Оахака де Хуарез (Оахака)
Оахака де Хуарез (шп. Oaxaca de Juárez) општина је у Мексику у савезној држави Оахака. Општина се налази на надморској висини од 1557 м.

## Становништво
Према подацима из 2010. у општини је живело 263357 становника.

### Хронологија
| Година       | 2000                     | 2005                     | 2010                     |
| ------------ | ------------------------ | ------------------------ | ------------------------ |
| Становништво | 256130 (119439 / 136691) | 265006 (123330 / 141676) | 263357 (122446 / 140911) |

### Попис
| \| \| м \| \| \| ж \| \| 0—2 \| 6.471 \| \| \| 6.266 \| \| 3—5 \| 6.855 \| \| \| 6.712 \| \| 6—11 \| 12.979 \| \| \| 12.602 \| \| 12—14 \| 6.069 \| \| \| 6.133 \| \| 15—17 \| 6.975 \| \| \| 7.043 \| \| 18—24 \| 17.123 \| \| \| 18.855 \| \| 60+ \| 10.943 \| \| \| 15.446 \| \| Просек : \| 29,9 \| \| \| 32,0 \| |        |  |  |        |
| |        |  |  |        |
| | м      |  |  | ж      |
| 0—2 | 6.471  |  |  | 6.266  |
| 3—5 | 6.855  |  |  | 6.712  |
| 6—11 | 12.979 |  |  | 12.602 |
| 12—14 | 6.069  |  |  | 6.133  |
| 15—17 | 6.975  |  |  | 7.043  |
| 18—24 | 17.123 |  |  | 18.855 |
| 60+ | 10.943 |  |  | 15.446 |
| Просек : | 29,9   |  |  | 32,0   |

| #   | Индикатор                                                                                        | Вредност |
| --- | ------------------------------------------------------------------------------------------------ | -------- |
| 1   | Становништво од 0 до 2 године                                                                    | 12737    |
| 2   | Мушко становништво од 0 до 2 године                                                              | 6471     |
| 3   | Женско становништво од 0 до 2 године                                                             | 6266     |
| 4   | Становништво са 3 и више година                                                                  | 244841   |
| 5   | Мушко становништво са 3 и више година                                                            | 113093   |
| 6   | Женско становништво са 3 и више година                                                           | 131748   |
| 7   | Становништво са 5 и више година                                                                  | 235762   |
| 8   | Мушко становништво са 5 и више година                                                            | 108538   |
| 9   | Женско становништво са 5 и више година                                                           | 127224   |
| 10  | Становништво са 12 и више година                                                                 | 205693   |
| 11  | Мушко становништво са 12 и више година                                                           | 93259    |
| 12  | Женско становништво са 12 и више година                                                          | 112434   |
| 13  | Становништво са 15 и више година                                                                 | 193491   |
| 14  | Мушко становништво са 15 и више година                                                           | 87190    |
| 15  | Женско становништво са 15 и више година                                                          | 106301   |
| 16  | Становништво са 18 и више година                                                                 | 179473   |
| 17  | Мушко становништво са 18 и више година                                                           | 80215    |
| 18  | Женско становништво са 18 и више година                                                          | 99258    |
| 19  | Становништво од 3 до 5 година                                                                    | 13567    |
| 20  | Мушко становништво од 3 до 5 година                                                              | 6855     |
| 21  | Женско становништво од 3 до 5 година                                                             | 6712     |
| 22  | Становништво од 6 до 11 година                                                                   | 25581    |
| 23  | Мушко становништво од 6 до 11 година                                                             | 12979    |
| 24  | Женско становништво од 6 до 11 година                                                            | 12602    |
| 25  | Становништво од 8 до 14 година                                                                   | 28939    |
| 26  | Мушко становништво од 8 до 14 година                                                             | 14538    |
| 27  | Женско становништво од 8 до 14 година                                                            | 14401    |
| 28  | Становништво од 12 до 14 година                                                                  | 12202    |
| 29  | Мушко становништво од 12 до 14 година                                                            | 6069     |
| 30  | Женско становништво од 12 до 14 година                                                           | 6133     |
| 31  | Становништво од 15 до 17 година                                                                  | 14018    |
| 32  | Мушко становништво од 15 до 17 година                                                            | 6975     |
| 33  | Женско становништво од 15 до 17 година                                                           | 7043     |
| 34  | Становништво од 18 до 24 године                                                                  | 35978    |
| 35  | Мушко становништво од 18 до 24 године                                                            | 17123    |
| 36  | Женско становништво од 18 до 24 године                                                           | 18855    |
| 37  | Женско становништво од 15 до 49 година                                                           | 77449    |
| 38  | Становништво са 60 и више година                                                                 | 26389    |
| 39  | Мушко становништво са 60 и више година                                                           | 10943    |
| 40  | Женско становништво са 60 и више година                                                          | 15446    |
| 41  | Однос између мушкараца и жена                                                                    | 86.9     |
| 42  | Становништво од нуле до 14 година                                                                | 64087    |
| 43  | Становништво од 15 до 64 године                                                                  | 175467   |
| 44  | Становништво од 65 година и више                                                                 | 18024    |
| 45  | Просечан број деце                                                                               | 1.91     |
| 46  | Становништво рођено у ентитету                                                                   | 234127   |
| 47  | Мушко становништво рођено у ентитету                                                             | 108769   |
| 48  | Женско становништво рођено у ентитету                                                            | 125358   |
| 49  | Становништво рођено у другом ентитету                                                            | 21768    |
| 50  | Мушко становништво рођено у другом ентитету                                                      | 9915     |
| 51  | Женско становништво рођено у другом ентитету                                                     | 11853    |
| 52  | Становништво од 5 година и више резидентно у ентитету у јуну 2005. године                        | 227187   |
| 53  | Мушко становништво старосног доба од 5 година и више, резидентно у ентитету у јуну 2005. године  | 103966   |
| 54  | Женско становништво старосног доба од 5 и више година, резидентно у ентитету у јуну 2005. године | 123221   |
| 55  | Становништво од 5 година и више које је живело у другом ентитету у јуну 2005. године             | 5859     |
| 56  | Мушко становништво старије од 5 година које је живело у другом ентитету у јуну 2005. године      | 2920     |
| 57  | Женско становништво старије од 5 година које је живело у другом ентитету у јуну 2005. године     | 2939     |
| 58  | Становништво од 3 године и више које говори аутохтони језик                                      | 21513    |
| 59  | Мушко становништво старо 3 године и више које говори аутохтони језик                             | 9703     |
| 60  | Женско становништво старо 3 године и више које говори аутохтони језик                            | 11810    |
| 61  | Становништво од 3 године и више које говори аутохтони језик и не говори шпански језик            | 196      |
| 62  | Мушко становништво старо 3 године и више које говори аутохтони језик и не говори шпански         | 48       |
| 63  | Женско становништво старо 3 године и више које говори аутохтони језик и не говори шпански језик  | 148      |
| 64  | Становништво старо 3 године и више које говори аутохтони језик и шпански                         | 19985    |
| 65  | Мушко становништво старо 3 године и више које говори аутохтони језик и шпански                   | 9048     |
| 66  | Женско становништво старо 3 године и више које говори аутохтони језик и шпански                  | 10937    |
| 67  | Становништво од 5 година и више које говори аутохтони језик                                      | 21398    |
| 68  | Становништво од 5 година и више које говори аутохтони језик и не говори шпански језик            | 190      |
| 69  | Становништво од 5 година и више које говори аутохтони језик и говори шпански језик               | 19888    |
| 70  | Становништво у домородачким домаћинствима                                                        | 47675    |
| 71  | Становништво са ограничењима у активностима                                                      | 8859     |
| 72  | Становништво са ограниченим ходањем или кретањем, горе или доле                                  | 5170     |
| 73  | Становници са ограничењима вида, чак и уз кориштење сочива                                       | 2304     |
| 74  | Становништво са ограничењима говора, комуникације или конверзације                               | 851      |
| 75  | Становништво са ограниченим слухом                                                               | 1105     |
| 76  | Становништво са ограничењима при одевању, купању или јелу                                        | 593      |
| 77  | Становништво са ограничењима у опажању или учењу једноставних ствари                             | 489      |
| 78  | Становништво са менталним ограничењима                                                           | 916      |
| 79  | Становништво без ограничења активности                                                           | 247437   |
| 80  | Становништво од 3 до 5 година које не похађа школу                                               | 5195     |
| 81  | Мушко становништво од 3 до 5 година које не похађа школу                                         | 2606     |
| 82  | Женско становништво од 3 до 5 година које не похађа школу                                        | 2589     |
| 83  | Становништво од 6 до 11 година које не похађа школу                                              | 704      |
| 84  | Мушко становништво од 6 до 11 година које не похађа школу                                        | 373      |
| 85  | Женско становништво од 6 до 11 година које не похађа школу                                       | 331      |
| 86  | Становништво од 12 до 14 година које не похађа школу                                             | 678      |
| 87  | Мушко становништво од 12 до 14 година које не похађа школу                                       | 368      |
| 88  | Женско становништво од 12 до 14 година које не похађа школу                                      | 310      |
| 89  | Становништво од 15 до 17 година похађа школу                                                     | 10891    |
| 90  | Мушко становништво од 15 до 17 година похађа школу                                               | 5319     |
| 91  | Женско становништво између 15 и 17 година живота у школи                                         | 5572     |
| 92  | Становништво од 18 до 24 године похађа школу                                                     | 15483    |
| 93  | Мушко становништво од 18 до 24 године похађа школу                                               | 7561     |
| 94  | Женско становништво од 18 до 24 године похађа школу                                              | 7922     |
| 95  | Становништво од 8 до 14 година које не може да чита и пише                                       | 494      |
| 96  | Мушко становништво старосног доба од 8 до 14 година које не може да чита и пише                  | 256      |
| 97  | Женско становништво старосног доби од 8 до 14 година које не може да чита и пише                 | 238      |
| 98  | Становништво од 15 година и више које је неписмено                                               | 7494     |
| 99  | Мушко становништво од 15 година и више које је неписмено                                         | 1851     |
| 100 | Женско становништво од 15 година и више које је неписмено                                        | 5643     |
| 101 | Становништво старо 15 и више година без школовања                                                | 8024     |
| 102 | Мушко становништво старо 15 и више година без школовања                                          | 2213     |
| 103 | Женско становништво старо 15 и више година без школовања                                         | 5811     |
| 104 | Становништво старосног доба 15 и више година са непотпуним основним образовањем                  | 15231    |
| 105 | Мушко становништво старосног доба од 15 година и више са непотпуном основним образовањем         | 6130     |
| 106 | Женско становништво старосног доба 15 и више година са непотпуном основним образовањем           | 9101     |
| 107 | Становништво старо 15 и више година са комплетним основним образовањем                           | 24960    |
| 108 | Мушко становништво старо 15 година и више са комплетним основним образовањем                     | 10521    |
| 109 | Женско становништво старо 15 и више година са комплетним основним образовањем                    | 14439    |
| 110 | Становништво старосног доба 15 и више година са непотпуним средњим образовањем                   | 8478     |
| 111 | Мушко становништво старосног доба од 15 година и више са непотпуним средњим образовањем          | 4589     |
| 112 | Женско становништво старосног доба од 15 година и више са непотпуним средњим образовањем         | 3889     |
| 113 | Становништво старо 15 и више година са пуним секундарном образовањем                             | 34219    |
| 114 | Мушко становништво старосног доба од 15 година и више са пуним секундарном образовањем           | 15870    |
| 115 | Женско становништво старосног доба од 15 година и више са пуним секундарном образовањем          | 18349    |
| 116 | Становништво старије од 18 година са постосновним образовањем                                    | 96242    |
| 117 | Мушко становништво старије од 18 година са постосновним образовањем                              | 45189    |
| 118 | Женско становништво старије од 18 година са постосновним образовањем                             | 51053    |
| 119 | Просечна оцена школовања                                                                         | 10.48    |
| 120 | Просечан ниво образовања мушке популације                                                        | 10.85    |
| 121 | Просечан ниво образовања женског становништва                                                    | 10.18    |
| 122 | Економски активно становништво                                                                   | 118738   |
| 123 | Економски активна мушка популација                                                               | 66784    |
| 124 | Економски активна женска популација                                                              | 51954    |
| 125 | Становништво које није економски активно                                                         | 86178    |
| 126 | Мушко становништво које није економски активно                                                   | 26014    |
| 127 | Женско становништво које није економски активно                                                  | 60164    |
| 128 | Запослено становништво                                                                           | 114869   |
| 129 | Запослено мушко становништво                                                                     | 64064    |
| 130 | Запослено женско становништво                                                                    | 50805    |
| 131 | Незапослена популација                                                                           | 3869     |
| 132 | Незапослена мушка популација                                                                     | 2720     |
| 133 | Незапослена женска популација                                                                    | 1149     |
| 134 | Становништво без права на здравствене услуге                                                     | 93273    |
| 135 | Становништво које има право на здравствене услуге                                                | 163785   |
| 136 | Становништво које има право на ИМСС                                                              | 75981    |
| 137 | Становништво које има право на социјално осигурање                                               | 33062    |
| 138 | Становништво које има право на државно социјално осигурање                                       | 719      |
| 139 | Становништво које има право на опште осигурање или здравствено осигурање за нову генерацију      | 51428    |
| 140 | Становништво које је било једном или није било у браку током 12 година и више                    | 80981    |
| 141 | Венчано или уједињено становништво од 12 година и више                                           | 101607   |
| 142 | Становништво које је било у браку или уједињено 12 година и више                                 | 22687    |
| 143 | Становништво са католичком религијом                                                             | 202707   |
| 144 | Протестанти, еванђелисти и библијски следбеници различити од еванђелиста                         | 36432    |
| 145 | Становништво са другим религијама различитим од претходних                                       | 506      |
| 146 | Становништво без религије                                                                        | 15301    |
| 147 | Укупно пописаних домаћинства                                                                     | 66797    |
| 148 | Пописна домаћинства на челу са мушкарцима                                                        | 43971    |
| 149 | Пописна домаћинства на челу са женама                                                            | 22826    |
| 150 | Становништво у пописним домаћинствима                                                            | 256978   |
| 151 | Становништво у пописним домаћинствима на челу са мушкарцима                                      | 178418   |
| 152 | Становништво у пописним домаћинствима на челу са женама                                          | 78560    |
| 153 | Укупно домаћинстава                                                                              | 82139    |
| 154 | Укупно насељених домаћинстава                                                                    | 68744    |
| 155 | Укупно приватних кућа                                                                            | 80192    |
| 156 | Насељени приватни домови                                                                         | 66797    |
| 157 | Укупно насељених приватних кућа                                                                  | 68692    |
| 158 | Ненасељене приватне куће                                                                         | 8825     |
| 159 | Појединачна домаћинства за привремену употребу                                                   | 4570     |
| 160 | Становници у насељеним приватним кућама                                                          | 256978   |
| 161 | Насељеност станара у приватним становима                                                         | 3.85     |
| 162 | Просечно становника по соби у приватним насељеним домаћинствима                                  | 0.98     |
| 163 | Појединачна домаћинства са подовима од различитих материјала од земље                            | 62102    |
| 164 | Појединачна домаћинства у приземљу                                                               | 4412     |
| 165 | Појединачна домаћинства са једном спаваћом собом                                                 | 22091    |
| 166 | Појединачна домаћинства са две спаваће собе и више                                               | 44506    |
| 167 | Појединачна домаћинства са једним собом                                                          | 7375     |
| 168 | Појединачна домаћинства са две собе                                                              | 9835     |
| 169 | Појединачна домаћинства са 3 собе и више                                                         | 49334    |
| 170 | Појединачна домаћинства која имају електрично светло                                             | 65978    |
| 171 | Појединачна домаћинства која немају електрично светло                                            | 638      |
| 172 | Појединачна домаћинства која имају водоводну воду у стамбеном простору                           | 57943    |
| 173 | Појединачна домаћинства која немају водоводну воду у стамбеном простору                          | 8601     |
| 174 | Појединачна домаћинства која имају тоалет                                                        | 66243    |
| 175 | Појединачна домаћинства која имају канализацију                                                  | 63031    |
| 176 | Појединачна домаћинства која немају канализацију                                                 | 3471     |
| 177 | Појединачна домаћинства која имају електрично светло, довод воде из јавне мреже и канализацију   | 56278    |
| 178 | Појединачна домаћинства без икаквих услова                                                       | 700      |
| 179 | Појединачна домаћинства која имају радио                                                         | 56914    |
| 180 | Појединачна домаћинства која имају телевизор                                                     | 63137    |
| 181 | Појединачна домаћинства која имају фрижидер                                                      | 56158    |
| 182 | Појединачна домаћинства која имају машину за веш                                                 | 40572    |
| 183 | Појединачна домаћинства која имају аутомобил или комби                                           | 27325    |
| 184 | Појединачна домаћинства која имају рачунар                                                       | 27974    |
| 185 | Појединачна домаћинства која имају фиксну телефонску линију                                      | 33664    |
| 186 | Појединачна домаћинства која имају мобилни телефон                                               | 53572    |
| 187 | Појединачна домаћинства која имају приступ интернету                                             | 19857    |